# Superliga 2009-2010 (Slovacchia)
La Superliga 2009-2010 è la decima edizione del massimo campionato di calcio slovacco. Ebbe inizio a fine luglio 2009 e si concluderà nel maggio 2010.

## Novità
Il ViOn Zlaté Moravce è stato retrocesso dopo essersi classificato all'ultimo posto nella Superliga 2008-2009, per essere rimpiazzato dai vincitori della seconda divisione slovacca, l'Inter Bratislava.

Il 18 giugno 2009 però questa squadra si è sciolta e tutti i suoi giocatori si stabilirono in altre squadre. Cinque giorni dopo la società venne assorbita da un club di quarta divisione, l'FK Senica, che acquisì quindi il diritto dell'Inter Bratislava a partecipare alla massima divisione del campionato slovacco.

## Formula
Partecipano al campionato 12 squadre, pertanto, per garantire un ragionevole numero di giornate, sono previsti i classici gironi di andata e ritorno, a cui va a sommarsi un terzo girone che fissa il numero di giornate a 33.

La squadra campione di Slovacchia ha il diritto a partecipare alla UEFA Champions League 2010-2011, partendo dal secondo turno preliminare.

Le squadre classificate al secondo e terzo posto sono ammesse alla UEFA Europa League 2010-2011, partendo rispettivamente dal secondo e dal primo turno preliminare.

Retrocede direttamente l'ultima in classifica.

## Squadre partecipanti
- DAC Dunajská Streda
- Dubnica
- Dukla B.B.
- Senica
- VSS Košice
- Nitra

- Petržalka
- Ružomberok
- Slovan Bratislava (C)
- Spartak Trnava
- Tatran Prešov
- Žilina

## Classifica finale
Aggiornata al 15 maggio 2010
|  |     | Classifica finale 2009-2010 | Pt | G  | V  | N  | P  | GF | GS | DR  |
|  | --- | --------------------------- | -- | -- | -- | -- | -- | -- | -- | --- |
|  | 1.  | Žilina                      | 73 | 33 | 23 | 4  | 6  | 59 | 17 | +42 |
|  | 2.  | Slovan Bratislava           | 70 | 33 | 21 | 7  | 5  | 54 | 24 | +30 |
|  | 3.  | Dukla B.B.                  | 56 | 33 | 16 | 10 | 7  | 45 | 30 | +15 |
|  | 4.  | Nitra                       | 48 | 33 | 14 | 6  | 12 | 42 | 40 | +2  |
|  | 5.  | Ružomberok                  | 47 | 33 | 13 | 8  | 12 | 33 | 35 | -2  |
|  | 6.  | Senica                      | 43 | 33 | 12 | 7  | 14 | 34 | 44 | -10 |
|  | 7.  | Spartak Trnava              | 41 | 33 | 12 | 5  | 16 | 52 | 46 | +6  |
|  | 8.  | Tatran Prešov               | 38 | 33 | 11 | 5  | 17 | 32 | 38 | -6  |
|  | 9.  | Dubnica                     | 36 | 33 | 8  | 12 | 13 | 27 | 42 | -15 |
|  | 10. | DAC Dunajská Streda         | 33 | 33 | 7  | 12 | 14 | 28 | 47 | -19 |
|  | 11. | VSS Košice                  | 33 | 33 | 8  | 9  | 16 | 32 | 57 | -25 |
|  | 12. | Petržalka                   | 29 | 33 | 7  | 8  | 18 | 33 | 51 | -18 |

## Statistiche e record

### Classifica marcatori
| Gol |  |  | Giocatore        | Squadra           |
| --- |  |  | ---------------- | ----------------- |
| 18  |  |  | Róbert Rák       | Slovan Bratislava |
| 13  |  |  | Ivan Lietava     | Žilina            |
| 12  |  |  | Ján Novák        | VSS Košice        |
| 11  |  |  | Juraj Halenár    | Slovan Bratislava |
| 11  |  |  | Oleksandr Pyščur | Ružomberok        |
| 11  |  |  | Tomáš Oravec     | Žilina            |
| 10  |  |  | Pavol Masaryk    | Slovan Bratislava |
| 9   |  |  | Peter Doležaj    | Spartak Trnava    |
| 8   |  |  | Tomáš Majtán     | Petržalka/ Žilina |
| 8   |  |  | Ľubomír Bernáth  | Spartak Trnava    |

### Capoliste solitarie
- Dalla 2ª giornata alla 7ª giornata:  Slovan Bratislava
- 9ª giornata:  Nitra
- 10ª giornata:  Žilina
- Dall'11ª giornata alla 12ª giornata:  Slovan Bratislava
- Dalla 13ª giornata alla 23ª giornata:  Žilina
- Dalla 24ª giornata alla 25ª giornata:  Slovan Bratislava
- Dalla 27ª giornata alla 33ª giornata:  Žilina

### Record
- Maggior numero di vittorie:  Žilina (23)
- Minor numero di sconfitte:  Slovan Bratislava (5)
- Migliore attacco:  Žilina (59 gol fatti)
- Miglior difesa:  Žilina (17 gol subiti)
- Miglior differenza reti:  Slovan Bratislava (+42)
- Maggior numero di pareggi:  Dubnica e  DAC Dunajská Streda (12)
- Minor numero di pareggi:  Žilina (4)
- Minor numero di vittorie:  DAC Dunajská Streda e  Petržalka (7)
- Maggior numero di sconfitte:  Petržalka (18)
- Peggiore attacco:  Dubnica (27 gol fatti)
- Peggior difesa:  VSS Košice (57 gol subiti)
- Peggior differenza reti:  VSS Košice (-25)